# Мюленберг, Готтилф Генри Эрнест
Готтилф Генри Эрнест Мюленберг (англ. Gotthilf Henry Ernest Muhlenberg или нем. Gotthilf Heinrich Ernst Mühlenberg, 17 ноября 1753 — 23 мая 1815) — американский или немецко-американский ботаник, миколог, натуралист (естествоиспытатель), теолог и лютеранский священник.

## Биография
Готтилф Генри Эрнест Мюленберг родился в Пенсильвании 17 ноября 1753 года.
В 1763 году он был направлен на обучение из Америки в Галле во Franckesche Stiftungen. Мюленберг посещал Latina с 1763 по 1769 год и в 1769 году начал изучение теологии в Виттенбергском университете. В 1770 году он вернулся в Америку и стал священником. До 1785 года он был священником в Holy Trinity Church.
В 1791 году Мюленберг стал членом Германской академии естествоиспытателей «Леопольдина». Кроме того, он состоял в переписке с немецким учёным Александром фоном Гумбольдтом (1769—1859).
Мюленберг внёс значительный вклад в ботанику, описав множество видов растений.
Готтилф Генри Эрнест Мюленберг умер в Пенсильвании 23 мая 1815 года.

## Научная деятельность
Готтилф Генри Эрнест Мюленберг специализировался на папоротниковидных, на семенных растениях и на микологии.

## Научные работы
- English-German and German-English dictionary: with a German grammar and principles of pronounciation for both languages. Lancaster: Hamilton 1812 (2 Bände).
- Catalogus plantarum Americae septentrionalis, huc usque cognitarum indigenarum et cicurum: Or, A catalogue of the hitherto known native and naturalized plants of North America. Lancaster: Hamilton 1813[5].
- Descriptio uberior graminum. Filadelfia. 1817.

## Почести
Род злаков Muhlenbergia Schreb.  был назван в его честь. Многочисленные виды растений также имеют видовой эпитет muhlenbergii.